# Liste der Monuments historiques in Pont-Scorff
Die Liste der Monuments historiques in Pont-Scorff führt die Monuments historiques in der französischen Gemeinde Pont-Scorff auf.

## Liste der Bauwerke
| Bezeichnung                           | Beschreibung | Standort                                 | Kennzeichnung | Schutzstatus | Datum | Bild |
| ------------------------------------- | ------------ | ---------------------------------------- | ------------- | ------------ | ----- | ---- |
| Kapelle St-Servais                    |              | (Lage)                                   | PA00091583    | Inscrit      | 1934  |      |
| Ehemaliges Haus der Prinzen von Rohan |              | 4, place de la Maison des Princes (Lage) | PA00091584    | Classé       | 1932  |      |

## Liste der Objekte
- Monuments historiques (Objekte) in Pont-Scorff in der Base Palissy des französischen Kultusministeriums